# Ralph Gibson
Ralph Gibson (Los Ángeles, 16 de enero de 1939) es un fotógrafo estadounidense. Aprendió fotografía en la marina y después fue asistente de Dorothea Lange y Robert Frank. Se denomina «trilogía negra» a sus tres libros: The Somnambulist, Déjà Vu y Days at Sea.

## Infancia
Nació en Los Ángeles el 16 de enero de 1939 y fue hijo único de Rita Vargas y C. Carter Gibson. Su padre trabajaba en Warner Bros, por lo que el cine formaba parte de la vida cotidiana de la familia. Durante su juventud Ralph participó como figurante en películas de Nicholas Ray o Alfred Hitchcock, del cual era asistente su padre. Cuando en 1954 se divorciaron sus padres bajó su rendimiento escolar y abandonó la escuela en 1955 con dieciséis años. Hasta que tuvo la edad para alistarse en la marina estuvo trabajando como mecánico y el día de su cumpleaños en 1956 se alistó como voluntario.

## Aprendiendo fotografía:US NavyySan Francisco
Por azar ingresó en la Escuela Naval de Fotografía con sede en Pensacola en Florida, donde adquirió una formación técnica muy completa. Su trabajo en la marina consistía en realizar retratos, fotografía aérea y fotografía documental. También tuvo oportunidad de aprender técnicas fotográficas aplicadas a la impresión como el grabado a media tinta. Otra oportunidad que le ofreció su alistamiento fue la de conocer diferentes lugares, de ese modo cuando su barco hacía escala  en Nueva York frecuentaba los clubes de jazz y asistía a las lecturas de poesía de Allen Ginsberg, Gregory Corso y Jack Kerouac. Terminó su servicio militar en octubre de 1959 tres meses antes de lo previsto. Durante el mismo no sólo aprendió el oficio fotográfico sino que encontró su vocación de fotógrafo.
A su regreso a Los Ángeles tuvo intenciones de matricularse en la escuela de arte, pero tras una breve estancia en San Francisco decidió trasladarse para estudiar fotografía en el instituto de arte de esa ciudad. En 1960 comenzó sus estudios, pero solo cursó dos semestres ya que quería formarse mediante el trabajo. Su profesor, Paul Hassel, le recomendó un trabajo de ayudante con Dorothea Lange. Con ella estuvo trabajando durante un año y medio, aunque paralelamente desarrolló su estilo personal. Su primera exposición la realizó en la galería Photographers' Roundtable de la ciudad. Cuando en 1961 se compró una cámara Leica con película de 35 mm., descubrió nuevas posibilidades y otra forma de hacer fotografías. En 1962 decidió mudarse a Los Ángeles para trabajar como reportero gráfico.

## De la costa oeste a la costa este
En Los Ángeles comenzó su carrera como fotógrafo independiente, pero no obtuvo muchos trabajos. Sin embargo, estuvo trabajando varios meses para la Cinerama Corporation , que preparaba la Feria Mundial de Nueva York de 1964. Publicó sus primeras fotos en 1963 en la revista Nexos de San Francisco. En 1965 murió su madre. Durante el siguiente año trabajó para varios editores gráficos de moda. Uno de sus trabajos para la agencia Kennedy Graphics se convirtió en su primer libro, titulado The Strip.
A finales de 1966 decidió trasladarse a Nueva York y se instaló en el Hotel Chelsea con sus Leicas y doscientos dólares en el bolsillo. Esta ciudad estimuló su imaginación y le pareció como un paraíso para los fotógrafos. Pronto consiguió numerosos trabajos y pudo frecuentar los ambientes de los jóvenes artistas. A principios de 1967 conoció a Robert Frank y lo contrató como asistente en la película Yo y mi hermano. En 1968 conoce a Larry Clark y Mary Ellen Mark, que influyen en su concepción de la fotografía. A partir de ese momento se alejó del fotoperiodismo y expresó un rechazo hacía la fotografía comercial.
Atraído por escritores como Marguerite Duras y Jorge Luis Borges, por la nueva novela, la música atonal y la poesía concreta se dedicó a la vida en la noche y a dormir durante el día. Su concepción de la fotografía cambia y se convierte en el instrumento de su introspección. Sus negativos adoptan un tono surrealista y con ellos decide publicar un libro: The Somnambulist. Sin embargo, debió esperar tres años para publicarlo. Al principio por no encontrar editor, pero en cuanto tuvo varias ofertas prefirió crear en 1969 su propia editorial, Lustrum Press, para mantener así su independencia. En 1970 realizó una tirada de 3000 ejemplares del libro, y su publicación supuso un éxito inmediato. A partir del mismo Gibson fue reclamado para exponer sus obras y dar conferencias.

## Reconocimiento fotográfico
Desde la publicación de su libro Ralph Gibson fue reconocido en los círculos fotográficos. En 1971 emprendió un viaje por Europa, lo que le permitió tomar gran cantidad de fotos en Francia e Inglaterra, que incluyó en su libro  Déjà Vu, publicado en 1973 y que fue el segundo de su trilogía. En ese mismo año su editorial, Lustrum Press, editó el libro titulado Tulsa, de Larry Clark. El último libro de su trilogía aparece en 1975, con el título de Days at Sea.
Ha recibido numerosas distinciones y premios. En los años 1973, 1975 y 1986 fue premiado por la National Endowment for the Arts; en 1977 por la Deutscher Akademischer Austauschdienst Exchange en Berlín, y por el New York State Council of the Arts; y en 1985 por la John Simon Guggenheim Memorial Foundation. También fue condecorado como Officier de L'Ordre des Arts et des Lettres en 1986 y en 2002 como Commandeur de L'Ordre des Arts et des Lettres por el gobierno francés.
Entre sus premios se incluyen: Leica Medal of Excellence Award (1988); 150 Years of Photography Award dado por la Sociedad fotográfica de Japón en 1989; la Gran Medalla de la ciudad de Arlés en 1994 y la Lucie Award en 2007 por los logros alcanzados a lo largo de su vida. Fue nombrado en 1991 doctor honorario en Artes por la Universidad de Maryland y en 1997 por la Universidad Wesleyan de Ohio. 
Gibson vive en Nueva York y viaja con frecuencia a Europa y Brasil.